# Фронт-Ройал
Фронт-Ройал (англ. Front Royal) — город и административный центр округа Уоррен в штате Виргиния в Соединённых Штатах Америки.
По данным переписи 2020 года, население города составляло 15 400 человек.

## История
В военной истории город стал известен после сражения при Фронт-Ройале, которое состоялось 23 мая 1862 года и было одним из сражений Кампании в долине Шенандоа, которую вёл генерал Томас Джексон во время Гражданской войны в США.

## География
Фронт-Ройал расположен в месте слияния северного и южного рукавов реки Шенандоа примерно в 76 милях (122 км) к западу от Вашингтона, округ Колумбия, в 13 милях (21 км) к юго-востоку от Мидлтауна, в 12,5 (20 км) милях к востоку от Страсбурга и в 26,3 милях (42,3 км) к северо-востоку от Вудстока.
Согласно переписи населения США 2010 года, общая площадь города составляет 9,5 квадратных миль (24,6 км2), из которых 9,3 квадратных миль (24,1 км2) — это суша, а 0,2 квадратных мили (0,5 км2 или 2,52%) — водная поверхность. В 2014 году Фронт-Ройал присоединил дополнительные земли, увеличив общую площадь города до 10,5 квадратных миль (27,2 км2).